# Emerson de Andrade Santos
Emerson de Andrade Santos (* 23. April 1980 in São Paulo), auch bekannt als Emerson Paulista, ist ein ehemaliger brasilianischer Fußballspieler.

## Karriere
Emerson begann seine Karriere 1999 beim Erstligisten SE Palmeiras. 2002 wechselte er zum Zweitligisten SER Caxias do Sul. 2003 kehrte er zum Zweitligisten SE Palmeiras zurück. 2003 feierte er mit dem Verein die Zweitligameisterschaft und den Aufstieg in die erste Liga. 2006 wechselte er zu AA Ponte Preta. 2007 wechselte er zum spanischen Zweitligisten Real Murcia. 2007 wurde er mit dem Verein Tabellendritter der zweiten Liga und stieg in die erste Liga auf. Sommer 2007 wechselte er zum griechischen Iraklis FC. 2008 wechselte er zum japanischen FC Tokyo. 2009 kehrte er nach Brasilien zurück. Hier spielte er bis 2010 für CA Bragantino, Paulista FC und Joinville EC. Sommer 2010 wechselte er zum japanischen Shonan Bellmare. Danach spielte er beim brasilianischen Mogi Mirim EC, Botafogo FC (SP) und EC Noroeste.